# Pavličina
Pavličina es una población rural de la municipalidad de Crna Trava, en el distrito de Jablanica, Serbia. Según el censo de 2022, tiene una población de 10 habitantes.

## Superficie
Posee una superficie de 5,968 kilómetros cuadrados.

## Demografía
Hasta 2022 la población era de 10 habitantes, con una densidad de población de 1,675 habitantes por kilómetro cuadrado.